# Arisaema averyanovii
Arisaema averyanovii är en kallaväxtart som beskrevs av Van Dzu Nguyen och Peter Charles Boyce. Arisaema averyanovii ingår i släktet Arisaema och familjen kallaväxter. Inga underarter finns listade.